# Funktionsmedicin
Denna artikel handlar om alternativmedicin. För den medicinska specialiteten se Bild- och funktionsmedicin.
Funktionsmedicin är en alternativmedicinsk inriktning som utgår från att sjukdom uppstår till följd av obalanser i kroppens "system". Dessa obalanser sägs uppstå i interaktioner mellan en persons genetiska uppsättning, dennes livsstil, kost och miljö. Det finns enligt den konventionella medicinska vetenskapens standarder inte tillräcklig evidens för funktionsmedicin, och vissa av dess behandlingar har bedömts som potentiellt skadliga.
Funktionsmedicinska förespråkare menar att den konventionella medicinen är otillräcklig för att behandla vissa sjukdomstillstånd, i synnerhet kroniska sådana. För sådana tillstånd menar de att funktionsmedicin är nödvändigt eller mer effektivt. Jeffrey Bland och Patrick Hanaway, två förespråkare av funktionsmedicin, beskriver funktionsmedicin som ett "systembiologiskt förhållningssätt". Systemen som funktionsmedicinare menar att kroppen är indelad i är:
- Upptag (matsmältning, absorption och respiration)
- Biotransformation och eleminationsprocesser av toxiska substanser
- Transport (kardiovaskulära respektive lymfatiska systemet)
- Kommunikation (bl.a. hormoner och transmittorsubstanser)
- Energi (energireglering och mitokondriell funktion)
- Skydd och reparation (immunsystemet, inflammation och infektion)

För att behandla sjukdomar, som anses grunda sig i en obalans i någon eller några av dessa system, används bland annat livsstilsförändringar, förändringar av levnadsmiljön, kosttillskott, läkemedel, akupunktur, ayurveda, hyperbar oxygenbehandling, kiropraktik, homeopatiska tillskott, ketogen diet, massage, meditation, neurobiofeedback, tàijíquán och yoga.

## Evidens
The Institute for Functional Medicine menar att funktionsmedicin är evidensbaserat, men evidensen för funktionsmedicinska behandlingar utgörs enbart av fallstudier. Eftersom funktionsmedicinska behandlingar enbart lutar sig mot fallstudier och att inga randomiserade kontrollerade studier (RCT) har gjorts, saknar funktionsmedicinen tillräcklig vetenskaplig evidens. Vid två litteratursökningar gjorda av American Academy of Family Physicians, en 2014 och en 2016, konstaterade de att funktionsmedicin saknar vetenskaplig grund och att vissa funktionsmedicinska behandlingar kan vara farliga.
En funktionsmedicinsk behandling av flera olika sjukdomstillstånd som de anser grunda sig i miljöfaktorer, består av intag av vitamin c och selentillskott. En systematisk litteraturöversikt av denna behandlingsmetod fann att det saknades evidens för denna behandling. En annan systematisk litteraturöversikt har gjorts på behandling med tyroideahormoner vid förhöjt rT3 (i förhållande till T3). Funktionsmedicinen utgår från att förhöjt rT3 i förhållande till T3 är ett tecken på bristande funktion i sköldkörteln (tyreoidea) trots normala labsvar i T3, T4 och TSH. En systematisk litteraturöversikt från 2018 visade att det saknas evidens för att förhöjt rT3 i förhållande till T3 skulle tyda på dysfunktion i sköldkörteln. Det fanns därmed heller ingen evidens för behandlingen.
Joseph E. Pizzorno, styrelseledamot i Institute for Functional Medicine, menar att om än att funktionsmedicinska behandlingar och diagnostiska metoder saknar omfattande vetenskaplig evidens, grundar sig de flesta av dessa på "rimlig underbyggande vetenskap och principer". Han menar dock att bristen på omfattande prövningar av funktionsmedicinska behandlingar, och komplexiteten i den funktionsmedicinska modellen, har lett till bristfällig vård.